# إدوارد كيربي
إدوارد كيربي (بالإنجليزية: Edward Kirby)‏ هو منافس ألعاب قوى أمريكي، ولد في 30 أكتوبر 1901 في واشنطن العاصمة في الولايات المتحدة، وتوفي في 5 يوليو 1968 في ويست أورنج في الولايات المتحدة.

## وصلات خارجية
- إدوارد كيربي على موقع أوليمبيديا (الإنجليزية)